# Echeandia
Echeandia là một chi thực vật có hoa trong họ Asparagaceae.